# Božo Goluža
Božo Goluža (Pješivac, 26. veljače 1958.), hrvatski katolički svećenik i povjesničar.

## Životopis
Rođen je 26. veljače 1958. od oca Ilije i majke Ljubice u Pješivcu u općini Stolac. Osnovnu školu završio je u Crnićima 1973., a klasičnu gimnaziju u Zagrebu 1977. godine.
Od 1978. do 1984. pohađao je filozofsko-teološki studij na Vrhbosanskoj katoličkoj teologiji. Za svećenika je zaređen 1984. godine u Mostaru. Od 1990. do 1994. godine boravi u Papinskom hrvatskom zavodu svetoga Jeronima u Rimu. Na Papinskom orijentalnom institutu magistrirao je 1993. godine s temom „Društveno-religiozne prilike u prvoj Jugoslaviji”, a 1994. godine na istom učilištu obranio je doktorsku disertaciju s naslovom „Katolička Crkva u Bosni i Hercegovini 1918.-1941.”
Od 1994. do 2004. godine bio je predavač opće crkvene i nacionalne hrvatske povijesti na Vrhbosanskoj katoličkoj teologiji, a od 1994. godine predaje povijest na Teološkom institutu u Mostaru. Na istom je Institutu od 1994. do 2007. godine bio voditelj i urednik izdavačke djelatnosti (uredio sedam knjiga). Od 1995. godine predavač je povijesti na Pedagoškom fakultetu (današnji Filozofski fakultet) Sveučilišta u Mostaru. Od 1996. do 2015. bio je pročelnik Odjela za povijest na istom fakultetu. U zvanje docenta izabran 1997. godine, u zvanje izvanrednog profesora 2000. godine, u zvanje redovitog profesora 2004. godine, te u zvanje redovitog profesora u trajnom zvanju 2009. godine.
Od 2009. do 2013. godine bio je prodekan za nastavu na Filozofskom fakultetu te voditelj doktorskoga studija od 2014. do 2018. godine.
Od 1999. do 2022. godine bio je glavni urednik časopisa „Crkva na kamenu” kao i ostalih izdanja istoimene izdavačke kuće (uredio je knjige od broja 53 do 171 - ukupno 119 knjiga).
Od 2015. godine glavni je urednik znanstvenoga časopisa „Hercegovina”, čiji je izdavač Filozofski fakultet Sveučilišta u Mostaru – Studij povijesti.

## Spisateljska djelatnost
Autorske knjige:
- Katolička Crkva u Bosni i Hercegovini 1918.-1941. (Mostar, 1995.)
- Povijest Crkve (Mostar, 1998.)
- Pregled povijesti hrvatskoga naroda (Mostar, 2004.)
- Hrvatski put slobode (Mostar, 2005.)
- Hrvatski narod u Kraljevini Jugoslaviji (Mostar, 2008.)
- Pouke i misli velikoga Ratzingera (Mostar, 2019.)
- Vjera i nacija - stupovi identiteta (Mostar, 2022.)

Priredio knjige:
- Svjedoci vjere i rodoljublja (Mostar, 2005.)
- U vjeri, nadi i ljubavi, Stoljetnica rođenja biskupa Pavla Žanića (1918.-2018.), (priredio sa Željkom Majićem) (Mostar, 2018.)

### Mrežna sjedišta
- Božo Goluža. Teološko-katehetski institut u Mostaru. Pristupljeno 6. travnja 2023.